# St. Georg (Holnstein)

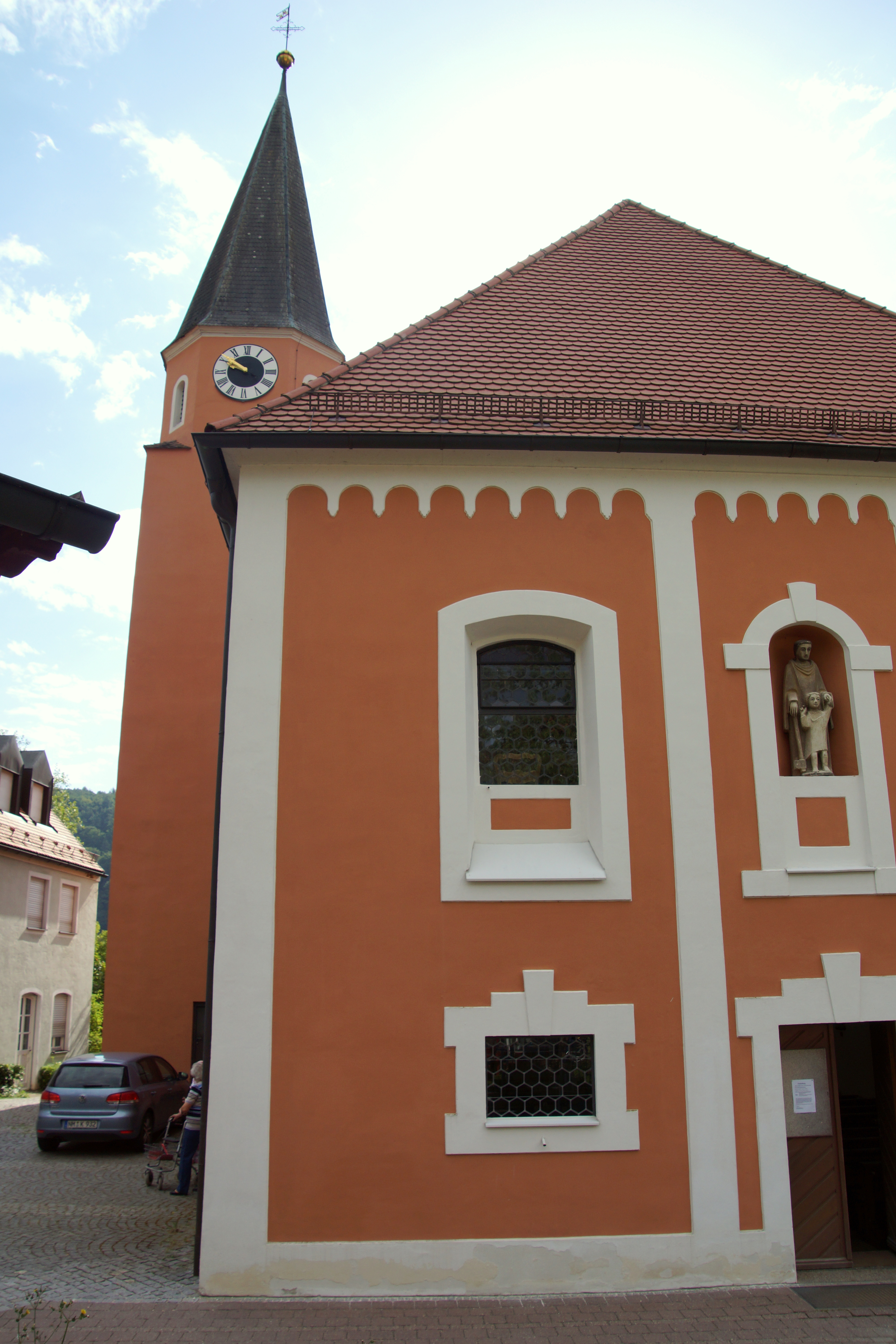
St. Georg in Holnstein

Die römisch-katholische, denkmalgeschützte Pfarrkirche St. Georg steht in Holnstein, einem Gemeindeteil der Stadt Berching im Landkreis Neumarkt in der Oberpfalz. Sie gehört zum Pfarrverband Berching im Dekanat Neumarkt in der Oberpfalz des Bistums Eichstätt. Das Bauwerk ist unter der Denkmalnummer D-3-73-112-137 als Baudenkmal in die Bayerische Denkmalliste eingetragen.

## Beschreibung
Die im Kern romanische Saalkirche aus einem Langhaus und einer eingezogenen, halbrunden Apsis im Osten wurde 1893 nach Westen verlängert. Der Kirchturm auf quadratischem Grundriss an der Nordseite des Langhauses wurde mit einem achteckigen Geschoss aufgestockt, das die Turmuhr und den Glockenstuhl beherbergt, in dem drei Kirchenglocken hängen. Der Kirchturm ist mit einem spitzen Helm bedeckt, der mit Schindeln verkleidet ist. Die Fassade im Westen ist durch unterhalb der Dachtraufe mit einem Bogenfries verbundene Lisenen in drei Felder unterteilt. Im mittleren Bereich befindet sich das Portal, über dem in einer Nische die Statue des heiligen Georg mit einem Pfadfinder untergebracht ist.
Der Innenraum des Langhauses ist mit einer Decke mit Hohlkehle überspannt, die mit Stuck verziert ist. Über der Apsis erhebt sich innen ein Stichkappengewölbe, dessen Fresko von Michael P. Weingartner stammt. Von ihm sind auch das Altarretabel des Hochaltars, auf dem der heilige Georg als Drachentöter dargestellt ist, und die Kreuzwegstationen. Der konkave Hochaltar wird von je zwei Säulen flankiert, vor denen die Statuen des Johannes Nepomuk und des heiligen Sebastian stehen.